# Камынино (Пензенская область)
Камынино — село в Белинском районе Пензенской области России. Административный центр Камынинского сельсовета.

## География
Расположено в 5,5 км к юго-востоку от города Белинский, на левом берегу р. Большой Чембар.

## Население
| 1747 | 1864  | 1877  | 1897  | 1911  | 1926  | 1930  |
| ---- | ----- | ----- | ----- | ----- | ----- | ----- |
| 864  | ↗1023 | ↗1833 | ↘1779 | ↗2318 | ↘2241 | ↘1917 |
| 1951 | 1959  | 1979  | 1989  | 2002  | 2010  |       |
| ↘533 | ↗560  | ↗566  | ↗585  | ↘514  | ↘434  |       |

## История
Основано в начале XVIII века. В 1879 г. построена церковь Покрова Пресвятой Богородицы. В составе Тарховской волости Чембарского уезда, после революции 1917 г. в составе Тарховского сельсовета. Центральная усадьба колхоза имени Ленина.